# زابوروویتسه (استان اشوی‌داشکسیه)
زابوروویتسه (به لهستانی: Zaborowice) یک منطقهٔ مسکونی در لهستان است که در گمینا منگوو واقع شده‌است. زابوروویتسه ۷۷۹ نفر جمعیت دارد.